# Osias, Joatham et Achaz

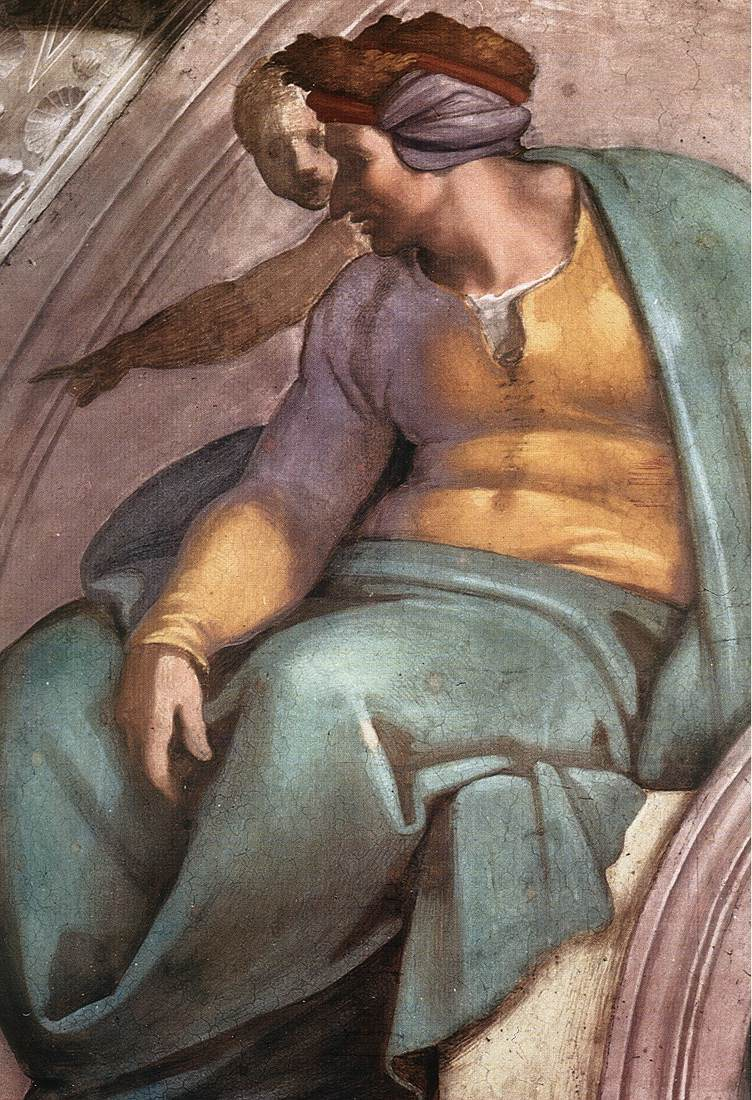
Détail.

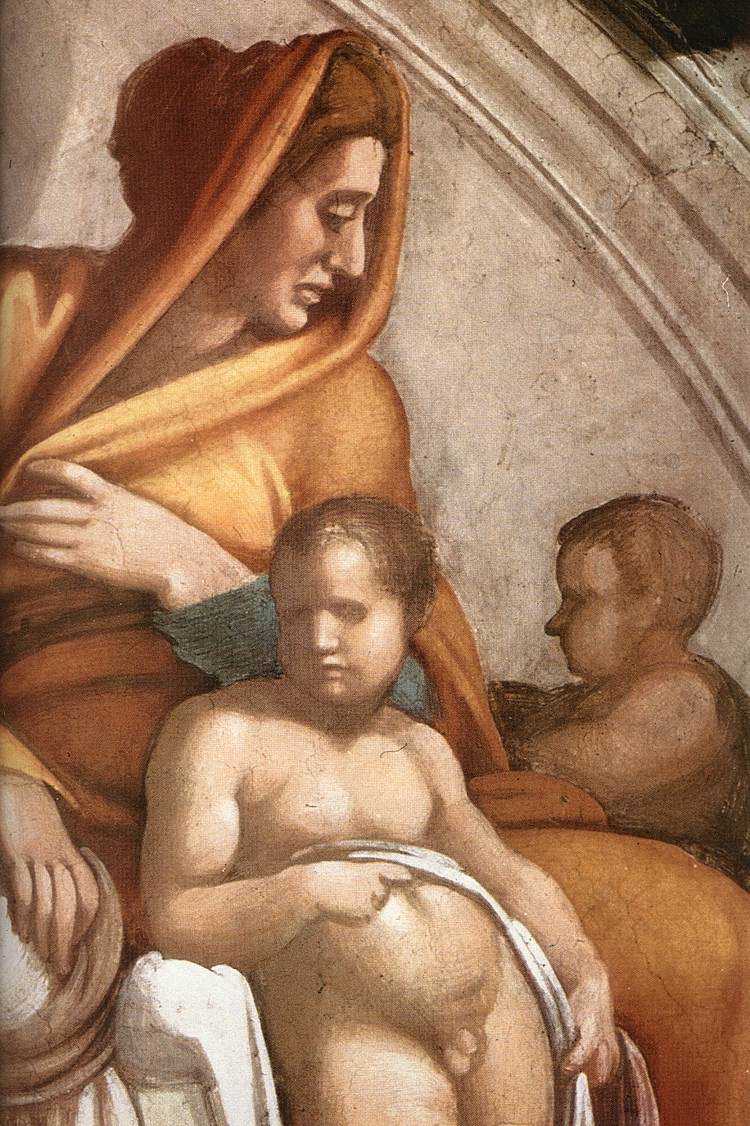
Détail.

Osias, Joatham et Achaz est une fresque réalisée par Michel-Ange sur une lunette vers 1508-1511, laquelle fait partie de la décoration des murs de la chapelle Sixtine dans les Musées du Vatican  à Rome. Elle a été réalisée dans le cadre des travaux de décoration de la voûte, commandés par Jules II.

## Histoire
Les fresques, qui contiennent la série des Ancêtres du Christ, ont été réalisées, comme celles de la voûte, en deux phases, à partir du mur du fond, en face de l'autel. Les derniers épisodes, d'un point de vue chronologique, des histoires ont donc été les premiers à être peints. À l'été 1511, la première moitié de la chapelle devait être achevée, nécessitant le démontage de l'échafaudage et sa reconstruction dans l'autre moitié. La deuxième phase, qui a débuté en octobre 1511, s'est terminée un an plus tard, juste à temps pour le dévoilement de l'œuvre la veille de la Toussaint 1512.
Parmi les parties les plus noircies de la décoration de la chapelle, les lunettes ont été restaurées avec des résultats étonnants en 1986.
La lunette d'Osias, Joatham et Achaz est probablement la huitième à être peinte par Michel-Ange.

## Description et style
Les lunettes suivent la généalogie du Christ à partir de l'Évangile selon Matthieu. Osias, Joatham et Achaz sont dans la quatrième lunette du mur droit à partir de l'autel ; l'un des trois personnages, mais on ne sait pas lequel, est représenté dans le groupe familial du voûtain au-dessus.
Elle est organisée avec un groupe de personnages sur chaque moitié, entrecoupé du cartouche avec les noms des protagonistes écrits en capitales romaines : « OZIAS / IOATHAM / ACHAZ ».
Les personnages principaux sont disposés selon une symétrie étudiée, le visage tourné vers l'extérieur mais le buste orienté frontalement.
L'homme de gauche est généralement identifié comme Joatham avec son fils Achaz. Il porte un grand manteau vert sur une tunique jaune, avec des ombres violettes sur l'épaule, de la même couleur que le bonnet sur sa tête, attaché par des rubans violets. Son attitude est détendue avec un bras posé sur ses genoux, tandis que sa tête, avec ses lèvres entrouvertes, fixe un point que le garçon derrière lui montre du doigt.
Le côté droit présente un groupe familial avec une femme entourée de deux enfants. Elle ferme le manteau d'une couleur orange intense, qui domine chromatiquement la scène. Sa tête voilée et son attitude grave font référence à des modèles de statuaire antique. Des deux enfants, celui du premier plan se caractérise par une proéminence sculpturale décisive et rappelle les génies funéraires des sarcophages romains : une figure très similaire dans la pose se retrouve parmi les « nus » à l'arrière-plan du Tondo Doni (1506-1508 environ). L'autre enfant est dans l'ombre et esquissé plus brièvement, à tel point qu'on a parlé d'un « dessin fait au pinceau ».
Les personnages ont été peints extrêmement rapidement et sans hésitation, avec des coups de pinceau liquides et transparents, sauf pour celui derrière la femme, qui a été ensuite transformé en ombre.

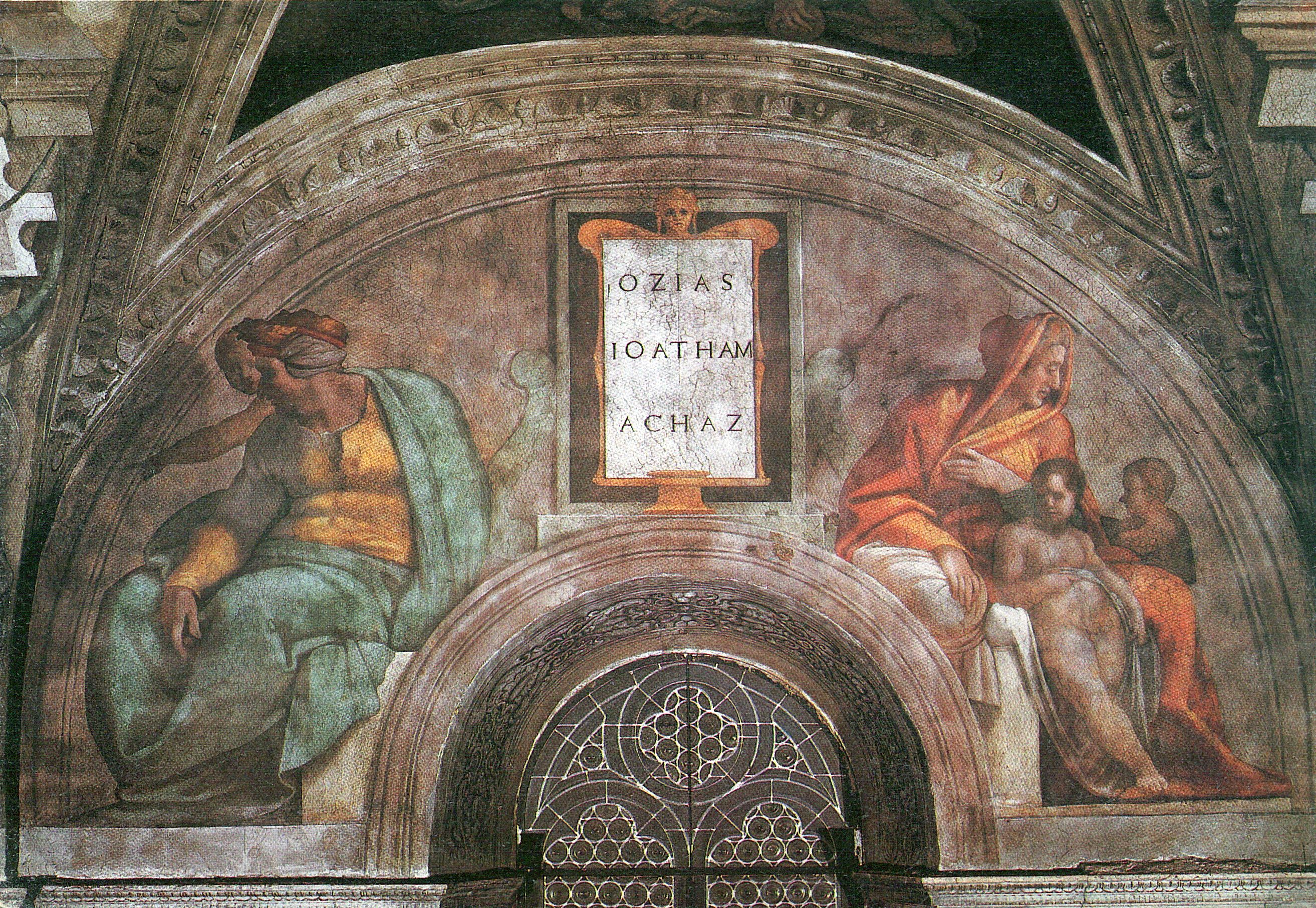
La fresque avant sa restauration.